# Alexandro Santiago
Alexandro Santiago est un boxeur mexicain né le 7 février 1996 à Tijuana.

## Carrière
Passé professionnel en 2012, il remporte le titre vacant de champion du monde des poids coqs WBC le 29 juillet 2023 en battant aux points à l'unanimité des juges Nonito Donaire. Santiago perd son titre le 24 février 2024 face à Junto Nakatani par arrêt de l'arbitre au 6e round.